# ミトロファン・ベリャーエフ
ミトロファン・ペトローヴィチ・ベリャーエフ（ロシア語: Митрофа́н Петро́вич Беля́ев, ラテン文字転写: Mitrofan Petrovich Belyayev, 1836年2月22日 - 1904年1月4日）は、19世紀ロシア帝国の豪商。篤志家として、芸術家を庇護し、自らの姓を冠した楽譜出版社を創業するなど、ロシア文化の振興に寄与した。
なお、ベリャーエフという姓ならびにベリャーエフ社のラテン文字による綴りには、Belaieff もしくは Belayev といった例が使われる場合があり、このため日本では「ベライエフ」と呼ばれることがある。ロシア語の発音により忠実な表記は「ミトラファーン・ピェトローヴィチュ・ビェリャーイェフ」となる。

## 経歴
サンクトペテルブルクに生まれる。父親は豊かなロシア人の大地主で材木商であり、母親はスウェーデン人であった。早くから家業に携わってバイヤーとして名を上げ、その後は父親の会社を引き継いだ。しかしながら、当初は密かなものではあったが、音楽に入れあげるようになっていく。学生時代にヴァイオリンやヴィオラ、ピアノ演奏の手ほどきを受けており、ヴィオラ奏者として弦楽四重奏の演奏をたしなんでいた。後にペテルブルクの室内楽奏者のサークルに加わるようになり、アナトーリ・リャードフやアレクサンドル・ボロディンといった、当時のロシア楽壇の主導的な作曲家とともに国内外（とりわけバイロイト）を訪れて音楽の知見を深めている。またドイツ語などいくつかの外国語にも通じていた。

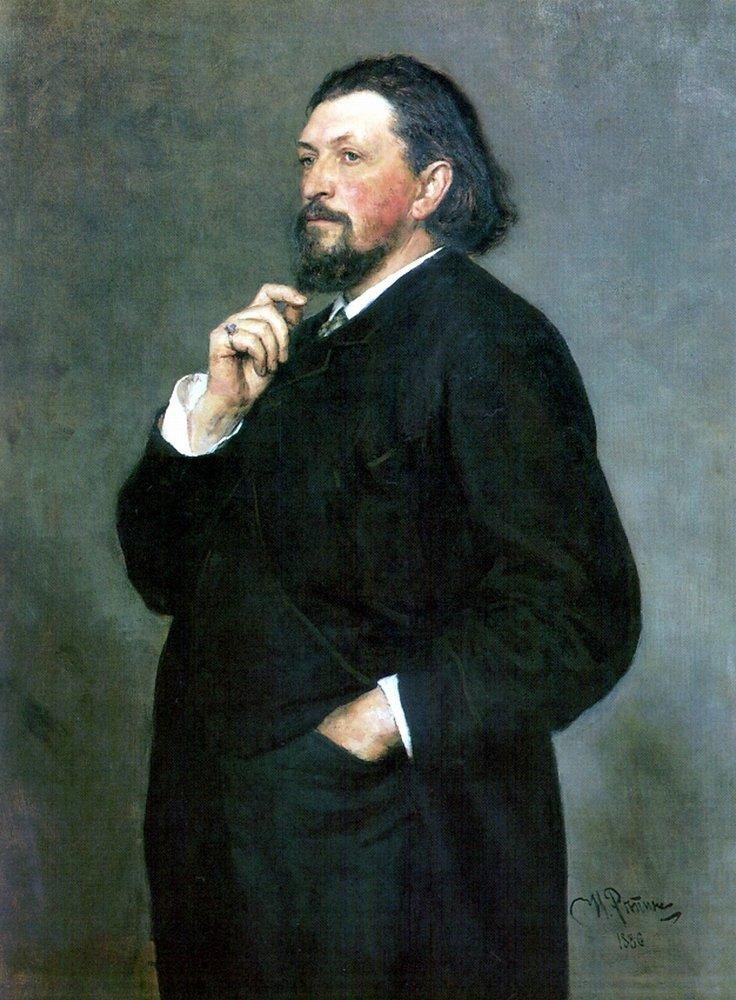
イリヤ・レーピンによる肖像画（1886年）

1882年に、最初の交響曲が初演されたばかりの17歳の新進作曲家、アレクサンドル・グラズノフと出逢い、これがロシア楽壇の担い手というベリャーエフの行く末を決める重大な出来事となった。ロシア人作曲家の売り込みに深く関与するにつれて、材木商としての活動から徐々に手を引くようになったのである。1884年に、毎年開催のグリンカ賞を創設し、「ロシア五人組」の全員とピョートル・チャイコフスキーに加えて、アナトーリ・リャードフに賞金を授与している。1885年には楽譜出版社のベリャーエフ社 (M.P. Belaieff) をライプツィヒにおいて創業し、グラズノフの《ギリシャの主題による序曲》を皮切りに、その後10年間に1,200曲もの楽譜を頒布した。ベリャーエフ社の楽譜は質の良い校訂が行われ、作曲家は通例よりも好意的な報酬を受けるとともに、上演権を完全に掌握することができた。したがってベリャーエフは、ロシア音楽の広がりと普及に重要な貢献を果たしたのである。
当初はベリャーエフ自身が発表する作品を選んでいたが、やがてニコライ・リムスキー＝コルサコフやリャードフ、グラズノフといった顔触れの審査団と打ち合わせるようになった。国民楽派寄りのペテルブルクの作曲家だけでなく、西欧指向のモスクワの作曲家、セルゲイ・タネーエフやアレクサンドル・スクリャービンもベリャーエフ社の事業計画に受け入れられた。十月革命の後もベリャーエフ社は、第二次世界大戦までライプツィヒで営業していたが、戦後はボンに移り、さらにフランクフルト・アム・マインに移転した。しかし1971年に、フランクフルトのペータース社に経営を譲渡した。
1885年にはペテルブルクで「ロシア交響楽演奏会」を発足させ、1891年より毎週自邸で音楽サロン「金曜日の四重奏」("Les Vendredis") を主宰した。ベリャーエフに庇護された作曲家は、庇護者を称えて、こうした機会に楽曲を提供しており、リムスキー＝コルサコフとボロディン、リャードフ、グラズノフは、《B-A-Fの音符による弦楽四重奏曲》（Aはドイツ音名でラ音のことであり、すなわちB-La-Fと置き換えて読むと「ベー・ラー・エフ」となることにかけている）を共作した。このような合作企画のもう一例として、アレクサンドル・コプィロフやニコライ・ソコロフ、スクリャービンも個別の楽章の作曲に参加した《ロシアの主題による変奏曲》が知られている。この他にも、リムスキー＝コルサコフらによる16曲の弦楽四重奏のための作品が残されており、1989年にまとめて出版された。このうち、ボロディンが《スケルツォ》を後に《交響曲第3番》に転用した。
この「ベリャーエフ・サークル」は、著名な音楽学者のアレクサンドル・オソフスキーとも緊密な関係を保っていた。
1886年には、ロシア五人組と近しいロシアの画家イリヤ・レーピンが、ベリャーエフの肖像画を描いた。

## 参考資料・外部リンク
- Schibli, Sigfried: Alexander Skrjabin und seine Musik. Piper, München/Zürich, 1983. ISBN 3-492-02759-8.
- Davis, Richard Beattie: The Beauty of Belaieff. GClef Publishing, London, 2008. ISBN 978-1-905912-14-8.
- Edition Peters Biography